# Asociación de Tenis de Mesa del Estado Miranda
La Asociación de Tenis de Mesa del Estado Miranda (ATMEM) es el máximo organismo del tenis de mesa  del Estado Miranda. Tiene como finalidad organizar, dirigir, coordinar, planificar, programar, fomentar, controlar y supervisar las actividades y competencias de tenis de mesa que se realicen en el Estado Miranda.
Adicionalmente es el ente encargado de seleccionar y/o preparar a las distintas selecciones deportivas de tenis de mesa  que representaran al Estado Miranda en los campeonatos Nacionales y/o Regionales
Se encuentra registrada y reconocida por la Federación Venezolana de Tenis de Mesa (FVTM)
En fecha 19 de julio del 2021 la Asociación de Tenis de Mesa del Estado Miranda (ATMEM) escogió nueva Junta Directiva, para el período 2021 – 2025, la cual será presidida por el ingeniero Carlos Fasanaro.

## Historia
La Asociación de Tenis de Mesa del Estado Miranda (ATMEM) fue fundada en el año 1957, los atletas más destacados han sido, Giovanny Tiberis, Néstor Pérez, Carlos Fasanaro, Fabiola Ramos y Jonathan Pino, entre otros.  